# Manchester United F.C. mùa bóng 1940–41
Mùa giải 1940-41 là mùa giải thứ hai của Manchester United không cạnh tranh trong giải đấu nào bởi ảnh hưởng của cuộc Chiến tranh thế giới thứ hai.
Nhiều người trong số các cầu thủ của Manchester United đã tham gia chiến đấu trong chiến tranh, nhưng đối với những cầu thủ còn lại, Liên đoàn bóng đá Anh đã tổ chức một giải đấu đặc biệt. Giải đấu trong Chiến tranh được chia thành 2 khu vực (Manchester United đã được vào khu vực phía Bắc), với 36 câu lạc bộ tham gia và cách xếp hạng vị trí dựa trên số bàn thắng trung bình. Số trận hòa và trận thắng trong giải đấu không được tính điểm. United kết thúc mùa giải với một kỷ lục 14 trận thắng, 8 trận hòa và 13 trận thua. Một giải đấu League Cup cũng đã được thiết lập để thay thế giải FA Cup, nơi United để thua Everton ở vòng đầu tiên.

## Giải bóng đá khu vực phía bắc Chiến tranh Liên đoàn
| Thời gian            | Đối thủ           | H/A | Tỷ số Bt-Bb    | Cầu thủ ghi bàn                        | Số lượng khán giả |
| -------------------- | ----------------- | --- | -------------- | -------------------------------------- | ----------------- |
| 31 tháng 8 năm 1940  | Rochdale          | A   | 3 – 1          | Aston, J. Carey, Smith                 |                   |
| 7 tháng 9 năm 1940   | Bury              | H   | 0 – 0          |                                        |                   |
| 14 tháng 9 năm 1940  | Oldham Athletic   | A   | 1 – 2          | Farrow                                 |                   |
| 21 tháng 9 năm 1940  | Oldham Athletic   | H   | 2 – 3          | Smith (2)                              |                   |
| 28 tháng 9 năm 1940  | Manchester City   | A   | 1 – 4          | Smith                                  |                   |
| 5 tháng 10 năm 1940  | Manchester City   | H   | 0 – 2          |                                        |                   |
| 12 tháng 10 năm 1940 | Burnley           | A   | 1 – 0          | Warner                                 |                   |
| 19 tháng 10 năm 1940 | Preston North End | H   | 4 – 1          | Dodds (2), Buchan, J. Carey            |                   |
| 26 tháng 10 năm 1940 | Preston North End | A   | 1 – 3          | Bryant                                 |                   |
| 2 tháng 11 năm 1940  | Burnley           | H   | 4 – 1          | Butt (2), J. Carey, Smith              |                   |
| 9 tháng 11 năm 1940  | Everton           | A   | 2 – 5          | Dodds, Smith                           |                   |
| 16 tháng 11 năm 1940 | Everton           | H   | 0 – 0          |                                        |                   |
| 23 tháng 11 năm 1940 | Liverpool         | A   | 2 – 2          | Smith, Warner                          |                   |
| 30 tháng 11 năm 1940 | Liverpool         | H   | 2 – 0          | Butt, Smith                            |                   |
| 7 tháng 12 năm 1940  | Blackburn Rovers  | A   | 5 – 5          | Dodds (2), Aston, Bryant, Mitten       |                   |
| 14 tháng 12 năm 1940 | Rochdale          | H   | 3 – 4          | Smith (2), J. Carey                    |                   |
| 21 tháng 12 năm 1940 | Bury              | A   | 1 – 4          | McKay                                  |                   |
| 25 tháng 12 năm 1940 | Stockport County  | A   | 3 – 1          | Smith (2), Burrows                     |                   |
| 28 tháng 12 năm 1940 | Blackburn Rovers  | H   | 9 – 0          | Smith (5), J. Carey (2), Aston, Mitten |                   |
| 4 tháng 1 năm 1941   | Blackburn Rovers  | A   | 2 – 0 (a.e.t.) | Smith (2)                              |                   |
| 11 tháng 1 năm 1941  | Blackburn Rovers  | H   | 0 – 0 (a.e.t.) |                                        |                   |
| 18 tháng 1 năm 1941  | Bolton Wanderers  | A   | 2 – 3 (a.e.t.) | Mears, Smith                           |                   |
| 25 tháng 1 năm 1941  | Bolton Wanderers  | H   | 4 – 1 (a.e.t.) | Pearson (2), J. Carey, Smith           |                   |
| 1 tháng 3 năm 1941   | Chesterfield      | A   | 1 – 1          | Smith                                  |                   |
| 8 tháng 3 năm 1941   | Bury              | H   | 7 – 3          | J. Carey (3), Rowley (3), Smith        |                   |
| 22 tháng 3 năm 1941  | Oldham Athletic   | A   | 1 – 0          | Smith                                  |                   |
| 29 tháng 3 năm 1941  | Blackpool         | A   | 0 – 2          |                                        |                   |
| 5 tháng 4 năm 1941   | Blackpool         | H   | 2 – 3          | Mears, Smith                           |                   |
| 12 tháng 4 năm 1941  | Everton           | A   | 2 – 1          | Rowley (2)                             |                   |
| 14 tháng 4 năm 1941  | Manchester City   | A   | 7 – 1          | Rowley (4), Pearson (2), Smith         |                   |
| 19 tháng 4 năm 1941  | Chester           | A   | 6 – 4 (a.e.t.) | Rowley (5), J. Carey                   |                   |
| 26 tháng 4 năm 1941  | Liverpool         | A   | 1 – 2          | Rowley                                 |                   |
| 3 tháng 5 năm 1941   | Liverpool         | H   | 1 – 1          | Rowley                                 |                   |
| 10 tháng 5 năm 1941  | Bury              | A   | 1 – 5          | Rowley                                 |                   |
| 17 tháng 5 năm 1941  | Burnley           | H   | 1 – 0          | J. Carey                               |                   |

| # | Câu lạc bộ        | Tr | T  | H  | B  | Bt | Bb | Hs    | Điểm |
| - | ----------------- | -- | -- | -- | -- | -- | -- | ----- | ---- |
| 7 | Halifax Town      | 30 | 10 | 13 | 7  | 64 | 51 | 1.255 |      |
| 8 | Manchester United | 35 | 14 | 8  | 13 | 80 | 65 | 1.231 |      |
| 9 | Lincoln City      | 27 | 13 | 7  | 7  | 65 | 53 | 1.226 |      |

## Giải bóng đá War League Cup
| Thời gian           | Vòng đấu              | Đối thủ | H/A | Tỷ số Bt-Bb | Cầu thủ ghi bàn | Số lượng khán giả |
| ------------------- | --------------------- | ------- | --- | ----------- | --------------- | ----------------- |
| 15 tháng 2 năm 1941 | Vòng đầu tiên Lượt đi | Everton | H   | 2 – 2       | Rowley, Whalley |                   |
| 22 tháng 2 năm 1941 | Vòng đầu tiên Lượt về | Everton | A   | 1 – 2       | Rowley          |                   |